# Myotinae
Los miotinos (Myotinae) son una subfamilia de la familia Vespertilionidae; originalmente era una tribu de la subfamilia Vespertilioninae. Simmons en 1998 la elevó al rango de subfamilia influido por el estudio de Volleth y Heller de 1994. La diferenciación se hizo a través de estudios del ADN de las diferentes tribus y subfamilias.
Esta subfamilia comprende únicamente tres géneros, siendo el más abundante el género Myotis, con cerca de 130 especies.

## Géneros
- Cistugo, Thomas, (1912).
- Lasionycteris, Peters, (1866).
- Myotis, Kaup, (1829).